# Ismajilinski rajon
Ismajilinski rajon (azerski: İsmayıllı rayonu) je jedan od 66 azerbajdžanskih rajona. Ismajilinski rajon se nalazi na sjeveru Azerbajdžana. Središte rajona je Ismajili. Površina Ismajilinskog rajona iznosi 2.060 km². Ismajilinski rajon je prema popisu stanovništva iz 2009. imao 79.330 stanovnika, od čega su 39.390 muškarci, a 39.940 žene.
Ismajilinski rajon se sastoji od 67 općina.